# Капуста полевая
Капу́ста полева́я, или сурепица (лат. Brāssica campēstris) — однолетнее травянистое растение, вид рода Капуста семейства Капустные (Brassicaceae).
В соответствии с современной систематикой на основе APG IV по состоянию на июнь 2023 года вид Капуста полевая является синонимом вида Репа (Brassica rapa).

## Ботаническое описание
Высота стебля от 75 до 100 см.
Листья простые, очерёдные, длина от 5 до 10 см. Нижние листья прикрепляются к основанию стебля черешком, у верхних(сидячих) черешок редуцирован.
Корневая система стержневая.
Формула цветка: {\displaystyle Ca_{4}\;Co_{4}\;A_{4}\;G_{\underline {(2)}}}

Цветок актиноморфный, жёлтый, обоеполый, с двойным околоцветником, состоит из четырёх несросшихся чашелистиков (чашелистики прямостоячие) и лепестков. Цветки собраны в кисти. Цветки прикреплены к стеблю посредством цветоножки, сидячих цветков нет. Краевые цветки язычковые. Тычинок четыре, они не срастаются между собой (однобратственный андроцей), но у них срастаются пыльники. Завязь верхняя, состоит из двух сросшихся между собой плодолистиков (ценокарпный гинецей).
Тип плода чаще всего стручок.
Капуста полевая — мезофит. Создаёт сплошные заросли из своих стеблей, как и большинство сорняков, нетребователен к почвам.

## Распространение
Растение широко распространено по всей территории России и в Малой Азии.

## Химический состав
В семенах содержится глюкозид , который при расщеплении выделяет кротониловое горчичное масло ({\displaystyle {\ce {C4H7C}}}) и глюкозу.

## Хозяйственное значение и применение
В диком состоянии до цветения посредственно поедается всеми видами скота, за исключением лошадей. Охотно поедается кроликами. При поедании коровами молоко и масло приобретают сильный редечный вкус.
Капуста полевая — сорняк, сильно истощает почву. Засоряет культуры ярового сева, в том числе огороды.
Из семян сурепицы получают сурепное масло (35—45 %), которое идёт на создание мыла и на лакокрасочное производство. Листья сурепицы пригодны для салатов.
Из семян канадских сортов сурепицы получают пищевое растительное масло с низким содержанием эруковой кислоты  (канола, англ. Canadian Oil, Low Acid «канадское масло пониженной кислотности»).